# Kanan-Bakache
Kanan-Bakache este o comună rurală din departamentul Mayahi, regiunea Maradi, Niger, cu o populație de 62.956 de locuitori (2001).